# Mohamed Amsif
Mohamed Amsif (in arabo محمد أمسيف‎?; Düsseldorf, 7 febbraio 1989) è un calciatore tedesco naturalizzato marocchino, portiere del Wehen Wiesbaden.